# Souled Out (Jhené Aiko)
Souled Out is een muziekalbum van de Amerikaanse r&b-zangeres Jhené Aiko.
Het studioalbum kwam uit op 9 september 2014 onder Def Jam en ARTium.